# Oľga Feldeková
Oľga Feldeková, roz. Lukáčiová (* 28. března 1943, Martin) je slovenská prozaička, novinářka, scenáristka, dramaturgyně, glosátorka a manželka spisovatele Ľubomíra Feldeka.

## Životopis
Vyrůstala v Tvrdošíně. Po maturitě na Jedenáctileté střední škole v Trstené rok pracovala v Tesle v Nižné, potom studovala žurnalistiku na Filozofické fakultě Univerzity Komenského v Bratislavě. V letech 1977–1983 byla redaktorkou Nového slova mladých, potom pracovala jako scenáristka a dramaturgyně Slovenského filmu. Kromě vlastní tvorby se také věnovala překládání z polštiny. S manželem má pět již dospělých dětí a už několik let je pravidelně jednou z účinkujících glosátorů v humoristické relaci Sedem (TV JOJ) - v minulosti Sedem s.r.o (TV Markíza). Přechodně žila v Praze, v současnosti žije v Bratislavě.

## Tvorba
Pro děti začala psát během vysokoškolského studia. Jejím prvním větším dílem byla próza Prvé lásky, kterou publikovala v Pionýrských novinách v ročníku 1965/66. Knižně debutovala knížkou-hračkou Dnes vám hráme v zlatom ráme (1974), kterou napsala spolu se svým manželem. V roce 1975 samostatně vydala prozaickou sbírku Rozprávky pre dievčatko. Feldekovskou poetikou humoristického nonsensu v ní vytvořila několik autorských pohádek, které se svou syžetovou nápaditostí, lyrickým podložím a jazykovou kultivovaností patří k reprezentativním textům slovenské nonsensové autorské pohádky. Své další knihy – Sťahovanie na mieste (1976), Dievča a šťastie (1979) a Veverica (1985) – adresovala již dospělým čtenářům, intelektuální humor a lyrizující výraz, prostřednictvím kterých zareagovala na mezilidské vztahy, však i v nich tvoří podstatu jejího poetologického instrumentária.

## Dílo

### Próza
- 1965 – Prvé lásky, (In: Pionýrské noviny, roč. 1965/66)
- 1974 – Dnes vám hráme v zlatom ráme, (spolu s Ľ. Feldekem)
- 1976 – Sťahovanie na mieste, próza pro dospělé
- 1979 – Dievča a šťastie, próza pro dospělé
- 1978 – Rozprávky pre dievčatko, sbírka krátkých próz pro děti
- 1985 – Veverica, próza pro dospělé, novela
- 1997 – Svet je aj inde (spoluautor Ľubomír Feldek)
- 2003 – Poviedky, výběr povídek
- 2013 – Kým som šťastný

### Rozhlasové pohádkové hry
- 1977 – O viole Viole a sláčiku Jaroslavovi
- 1977 – O kohútikovi a sliepočke
- 1977 – O vlkovi, čo si dal šiť čižmy

### Eseje
- 2005 – Niekedy spávam v okuliaroch, aby som lepšie videla na sen, sbírka fejetonů
- 2006 – Tajomstvo Sloveniek, sbírka fejetonů

### Překlady
- 1968 – Konstanty Ildefens Gałczyński: Mlynček na kávu (spolu s Ľ. Feldekom)